# 乙𬭩离子

乙鎓离子（C_{2}H_{7}^{+}）

在化学中，乙鎓离子或质子化乙烷，又稱乙烷正離子，是一种非常活潑的正离子，化学式為C
2H+
7。它可以視作一个乙烷分子（C
2H
6）和一个额外的质子（氢原子核），而这个质子使其具有+1电荷。
乙鎓离子是最简单的碳鎓离子之一（仅次于甲鎓離子CH+
5）。1960年，S. Wexler和N. Jesse首次发现它是一种稀薄的气体。它很容易分解成乙烯鎓离子C
2H+
5和氢分子H
2。

## 生产
乙鎓离子首次在稀薄的甲烷或乙烷气体里的放电所产生的离子中，通过红外光谱检测到。
乙鎓离子也可以通过在低压（约2 mmHg）下用电子束照射含有痕量乙烷的甲烷生产。电子束首先产生甲鎓离子和甲烯𬭩离子。甲鎓离子迅速将质子转移到乙烷：
CH+
5 + C
2H
6 → CH
4 + C
2H+
7
在稍低的压力下将CH+
5、N
2OH+
或HCO+
注入到乙烷时也可以观察到这个反应。

## 稳定性和反应
在大约1 mmHg和30 °C下，乙鎓离子非常缓慢地解离成乙烯和H
2，跨越约10 kcal/mol的能垒。分解反應在92 ℃下快得多。据称这個反應几乎是无热的，但由於有熵的增加，它有8 kcal/mol的自由能。

## 结构
根据推测，乙鎓离子像它的“不饱和”亲戚乙烯鎓离子和乙炔鎓离子C
2H+
3一样，（至少暂时）有一个质子同时与两个碳原子结合，而电荷在它们之间均匀分布，就如其他非经典离子一样。在“经典”结构中，电荷和额外的氢仅与其中一个原子结合，即甲基化的甲鎓离子。
早期计算已经预测这两种形式的能量应该比解离状态C
2H+
5 + H
2的低4至12 kcal/mol，而它们应该被一个带有微正电荷的能垒隔开。Yeh等人(1989)进行的气态红外光谱表明两种形式都是稳定的。桥接结构的能量最低，比经典结构低4至8 kcal/mol。